# Friedrich-Karl Freiherr von Dalwigk zu Lichtenfels
Friedrich-Karl Freiherr von Dalwigk zu Lichtenfels (1 de abril de 1907 – 9 de julho de 1940) foi um oficial alemão que serviu durante a Segunda Guerra Mundial. Foi condecorado com a Cruz de Cavaleiro da Cruz de Ferro.

## Carreira

### Patentes
Hauptmann

### Condecorações
| Cruz de Ferro 2ª Classe                                |
| Cruz de Ferro 1ª Classe                                |
| Cruz de Cavaleiro da Cruz de Ferro 21 de junho de 1940 |